# Forces maritimes du Rhin
Les Forces maritimes du Rhin sont une ancienne flottille fluviale de la Marine nationale française opérant sur le Rhin entre 1919 et 1966.

## Historique
En 1870, au déclenchement de la guerre franco-allemande, le contre-amiral Maurice Exelmans est chargé de créer une flottille de marine fluviale sur le Rhin. Elle est constituée de canonnières démontables armées d'un canon de calibre 150 mm. Dénommées « batterie flottante », chaque canonnière et son équipage sont transportés en train. Mais la faible vitesse de ces bateaux, 7 noeuds seulement, face au courant du fleuve qui peut atteindre les 6 noeuds, mais surtout la défaite lors de la  bataille de Frœschwiller-Wœrt le 6 août 1870 obligent les marins à participer à terre à la défense de Strasbourg dès le 8 août.
Le 8 décembre 1918, un mois après l'armistice de la Première Guerre mondiale et une semaine après le début de l'occupation de la Rhénanie, une flottille française du Rhin est constituée, commandée par le capitaine de corvette François Darlan (futur amiral de la flotte et chef du gouvernement sous le régime de Vichy). Elle se compose de 15 officiers et 352 marins.
La flottille a pour mission de participer à d'éventuelles opérations militaires et au contrôle, fixe et mobile, du trafic commercial sur le fleuve dans le cadre fixé par la Commission interalliée de navigation de campagne. Face aux difficultés de navigation sur le Rhin, elle crée en 1919 sa propre école de pilotage pour ne pas dépendre des mariniers allemands. Les instructeurs proviennent de l'école de pilotage de la marine de Saint-Servan (aujourd'hui un quartier de Saint-Malo). 
En 1923, lors de l'occupation de la Ruhr par les troupes françaises et belges, les effectifs atteignent alors plus de 800 marins Ceux-ci arment des remorqueurs et des chalands pour transporter les importantes quantités de vivres et de charbon destinées à la France comme compensations de guerre mais qui sont alors laissées dans les ports par la résistance passive à l'occupation des bateliers allemands. Les marins français rétablissent progressivement le trafic sur le canal Rhin-Herne, permettant de nouveau l'exploitation des mines de charbon de la Ruhr. Une station de pilotage est créée à Saint-Goar pour former des pilotes civils. Des cartes du fleuve sont dressées par l'officier principal des équipages Jean LHotellier qui rédige le Manuel du batelier du Rhin. Léon Merlin, son successeur, le complète en 1930 dans une version française et allemande, le Guide du batelier du Rhin.
En juin 1930, la Rhénanie est évacuée, la flottille perd alors de son importance et seul quelques vedettes sont maintenues à Strasbourg.  
À partir du 3 avril 1945, avant même la fin de la guerre en Europe, la flottille est reconstituée sous le nom de Forces maritimes du Rhin (FMR) avec pour attribution la surveillance, le contrôle et la police de la navigation. Elles interviennent sur le Rhin et ses affluents, de Bâle à la frontière suisse jusqu'à Lauterbourg. Son état-major est basé à Strasbourg et son école de pilotage à Saint-Goar. Léon Merlin est rappelé en service actif pour former une nouvelle génération de pilotes. Les FMR comptent alors 500 marins.  
À partir de 1949, elles n'assurent plus que des missions militaires pour les troupes d'occupation, rendant les missions de police et de contrôle de la navigation aux autorités de la nouvelle république fédérale allemande. Ses missions principales, dans le contexte de la guerre froide, est le ravitaillement et le passage de troupes en cas de destruction des ponts. Le franchissement du fleuve par chalands devient son objectif premier. 
En 1952, les forces maritimes du Rhin se divisent en deux flottilles: une flottille Sud basée à Kehl avec 42 bateaux et une flottille Nord basée à Coblence-Lützel, à la confluence du Rhin et de la Moselle, avec 38 bateaux. En 1955, les FMR comptent 312 marins français et 238 ouvriers, employés et mariniers allemands.
À la suite des accords de Paris d'octobre 1954, la flottille Nord est transférée à la Fluss pionier de la Bundeswehr. En 1965, l'état-major de la Marine demande, pour des raisons budgétaires,  à être relevé de cette mission et la flottille du Rhin est dissoute en 1966. Ses moyens sont transférés au 32e régiment du génie de l'Armée de Terre.

## Commandants
- 1918-1920 : Capitaine de corvette François Darlan
- 1947-1948 : Roger Viennot de Vaublanc
- 1951-1952 : capitaine de vaisseau Jacques Garreau de la Méchenie[2]
- 1952-1954 : capitaine de vaisseau André Demieocq[2],[3]